# Голубчикова, Юлия Алексеевна
Юлия Алексеевна Голубчикова (род. 27 марта 1983 года, Москва, СССР) — российская прыгунья с шестом, чемпионка Европы в помещении 2009, участница летних Олимпийских игр 2008, многократная чемпионка России.

## Карьера
Начинала тренироваться у Евгения Бондаренко, затем в 2001 году перешла к Олегу Диаздинову.
Дебютировала на международной арене в 2002 году. После призового места на чемпионате мира по лёгкой атлетике среди юниоров, Юлия участвовала в коммерческом турнире в Финляндии, где из-за сильного ветра во время прыжка упала на дорожку, сломав шейный позвонок. Пик карьеры пришёлся на 2007—2009 годы: в 2007 году она заняла второе место на чемпионате Европы по лёгкой атлетике в помещении, а в 2009 году — победила на нём, была четвёртой на Олимпиаде 2008.
В 2011 году во время участия в чемпионате мира по лёгкой атлетике в Тэгу на разминке в первом прыжке после приземления на дорожку получила серьёзную травму ноги и на некоторое время была вынуждена прекратить выступления. В 2013—2014 годах участвовала в ряде турниров Гран-при ИААФ, но восстановить былую форму так и не смогла.

## Основные результаты

### Международные
| Год  | Соревнования                                    | Место проведения          | Место | Результат |
| ---- | ----------------------------------------------- | ------------------------- | ----- | --------- |
| 2002 | Чемпионат мира по лёгкой атлетике среди юниоров | Кингстон, Ямайка          | 2     | 4.30 м    |
| 2005 | Летняя Универсиада                              | Измир, Турция             | 9     | 4.00 м    |
| 2007 | Чемпионат Европы по лёгкой атлетике в помещении | Бирмингем, Великобритания | 2     | 4.71 м    |
| 2007 | Чемпионат мира по лёгкой атлетике               | Осака, Япония             | 6     | 4.65 м    |
| 2008 | Летние Олимпийские игры                         | Пекин, Китай              | 4     | 4.75 м    |
| 2009 | Чемпионат Европы по лёгкой атлетике в помещении | Турин, Италия             | 1     | 4.75 м    |
| 2009 | Чемпионат мира по лёгкой атлетике               | Берлин, Германия          | 12    | 4.55 м    |
| 2010 | Чемпионат Европы по лёгкой атлетике             | Барселона, Испания        | 7     | 4.55 м    |

### Национальные
| Год  | Соревнования                                         | Место проведения | Место | Результат |
| ---- | ---------------------------------------------------- | ---------------- | ----- | --------- |
| 2004 | Чемпионат России по лёгкой атлетике в помещении 2004 | Москва           | 5     | 4,10 м    |
| 2004 | Чемпионат России по лёгкой атлетике 2004             | Тула             | 8     |           |
| 2005 | Чемпионат России по лёгкой атлетике в помещении 2005 | Волгоград        | 1     | 4,30 м    |
| 2005 | Чемпионат России по лёгкой атлетике 2005             | Тула             | 2     | 4,40 м    |
| 2006 | Чемпионат России по лёгкой атлетике в помещении 2006 | Москва           | 6     | 4,10 м    |
| 2006 | Чемпионат России по лёгкой атлетике 2006             | Тула             | 3     | 4,40 м    |
| 2007 | Чемпионат России по лёгкой атлетике в помещении 2007 | Волгоград        | 1     | 4,65 м    |
| 2007 | Чемпионат России по лёгкой атлетике 2007             | Тула             | 2     | 4,70 м    |
| 2008 | Чемпионат России по лёгкой атлетике в помещении 2008 | Москва           | 3     | 4,60 м    |
| 2008 | Чемпионат России по лёгкой атлетике 2008             | Казань           | 2     | 4,65 м    |
| 2009 | Чемпионат России по лёгкой атлетике в помещении 2009 | Москва           | 1     | 4,60 м    |
| 2009 | Чемпионат России по лёгкой атлетике 2009             | Чебоксары        | 1     | 4,65 м    |
| 2010 | Чемпионат России по лёгкой атлетике в помещении 2010 | Москва           | 4     | 4,60 м    |
| 2010 | Чемпионат России по лёгкой атлетике 2010             | Саранск          | 1     | 4,50 м    |
| 2011 | Чемпионат России по лёгкой атлетике в помещении 2011 | Москва           | 2     | 4,50 м    |
| 2011 | Чемпионат России по лёгкой атлетике 2011             | Чебоксары        | 8     | 4,10 м    |
| 2013 | Чемпионат России по лёгкой атлетике 2013             | Москва           | 6     | 4,10 м    |
| 2014 | Чемпионат России по лёгкой атлетике в помещении 2014 | Москва           | 12    | 4,15 м    |
| 2014 | Чемпионат России по лёгкой атлетике 2014             | Москва           | 5     | 4,35 м    |